# Edmonde Tagnonnanon Fonton
Edmonde Tagnonnanon Fonton est une femme politique béninoise née le 21 Novembre 1979 à Zinvié. Elle est élue députée du Bénin lors des élections législatives du 08 janvier 2023.

## Biographie

### Origines et études
Edmonde Tagnonnanon Fonton naît le 21 Novembre 1979 à Zinvié. Elle est consultante environnementaliste et titulaire d'un diplôme d'études approfondies en Géographie et Gestion de l’Environnement.

## Parcours
Auparavant, Edmonde Tagnonnanon Fonton est la présidente de la commission des affaires sociales et environnementales dans la commune d’Abomey-Calavi. Lors des élections du 08 janvier 2023; elle est élue députée dans la 6e circonscription électorale pour le compte du parti politique béninois Union Progressiste pour le Renouveau,,.